# Macrobrachium trichodactylum
Macrobrachium trichodactylum is een garnalensoort uit de familie van de Palaemonidae. De wetenschappelijke naam van de soort is voor het eerst geldig gepubliceerd in 2007 door Liang, Liu & Chen in Li, Liu, Liang & Chen.